# Natalia Konopliova
Natalia Viktorovna Konopliova  est une joueuse d'échecs soviétique puis russe née le 23 novembre 194 à Mourmansk et morte le 15 mars 2011 à Moscou. Elle reçut le titre de maître international féminin en 1970 et le titre de grand maître international féminin à sa création 1976. Elle fut une des dix meilleures joueuses mondiales dans les années 1970, même si elle ne réussit pas à se qualifier pour le tournoi des candidates au championnat du monde.

## Biographie et carrière
Natalia Konopliova remporta le championnat d'URSS junior féminin en 1959, 1961 et 1962. Elle eut une formation de technicienne des tracteurs et un diplôme d'économie. Elle remporta le championnat de la République soviétique de Russie en 1964 et se qualifia pour la finale du championnat d'URSS féminin. En 1965, elle gagna le tournoi international de Piotrków Trybunalski en Pologne. En 1970, elle gagna le championnat de Moscou féminin. Son meilleur résultat au championnat d'URSS fut une deuxième place ex æquo en 1969.
Elle participa à deux tournois interzonaux féminins, finissant quatrième du tournoi interzonal de Ohrid en 1971 et deuxième, ex æquo avec trois autres joueuses, du tournoi interzonal de Minorque en 1973 (quatrième après un tournoi complémentaire de départage).